# Święta Katarzyna
Święta Katarzyna (in tedesco Kattern) è un comune urbano-rurale polacco del distretto di Breslavia, nel voivodato della Bassa Slesia.
Ricopre una superficie di 98,57 km² e nel 2006 contava 13 257 abitanti.
Il titolo di città non spetta al capoluogo comunale bensì alla località di Siechnice.